# Republikflucht
Republikflucht ("diserzione dalla repubblica") e Republikflüchtling(e) ("disertore/i dalla repubblica") erano i termini impiegati dalle autorità della Repubblica Democratica Tedesca per descrivere l'atto e le persone responsabili dell'abbandono della RDT in favore della Germania Ovest o di qualsiasi altro paese occidentale estraneo al Patto di Varsavia.
Il termine si applica sia alla diserzione di massa di milioni di persone che riuscirono a lasciare la RDT prima della costruzione del muro di Berlino nel 1961, e sia alle poche migliaia di cittadini che cercarono di oltrepassare la cortina di ferro (come il suddetto muro, il confine con la Germania Ovest o quello occidentale di un altro paese del blocco orientale), oppure a chi cercò di ottenere di visti temporanei per uscire e successivamente non fare più ritorno, tra il 1961 e il 1989.
Alcune stime vedono il numero di coloro che fuggirono da Berlino Est, dalla Zona di occupazione sovietica e dalla RDT tra il 1945 e il 1961 compreso tra 3 e 3,5 milioni di persone. Circa un milione di questi erano tedeschi rifugiati o espulsi dopo la seconda guerra mondiale inizialmente stanziati nella Zona sovietica o a Berlino Est.

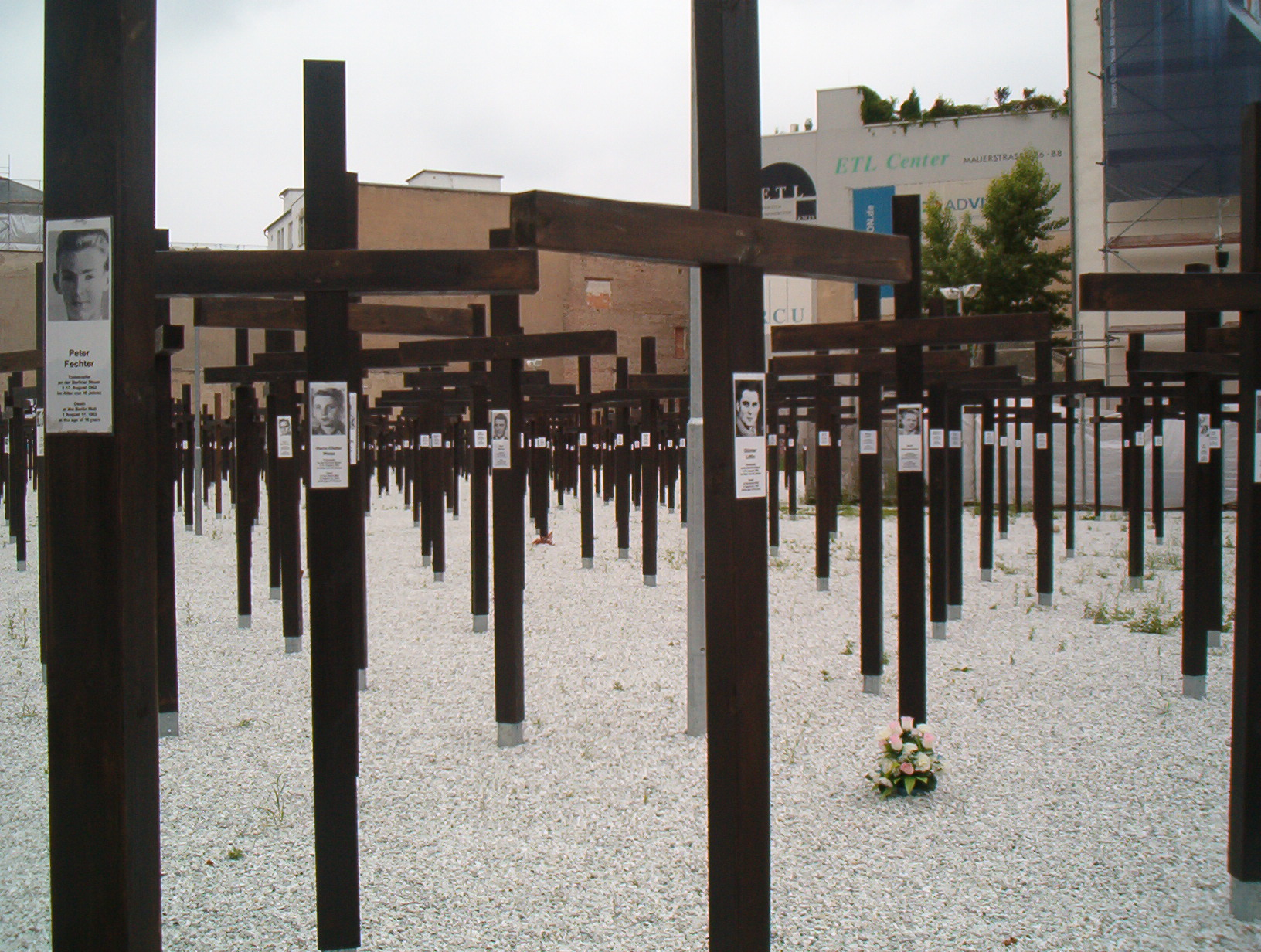
Il memoriale del 2004-2005 dedicato a coloro che persero la vita nel tentativo di attraversare il muro di Berlino vicino al Checkpoint Charlie

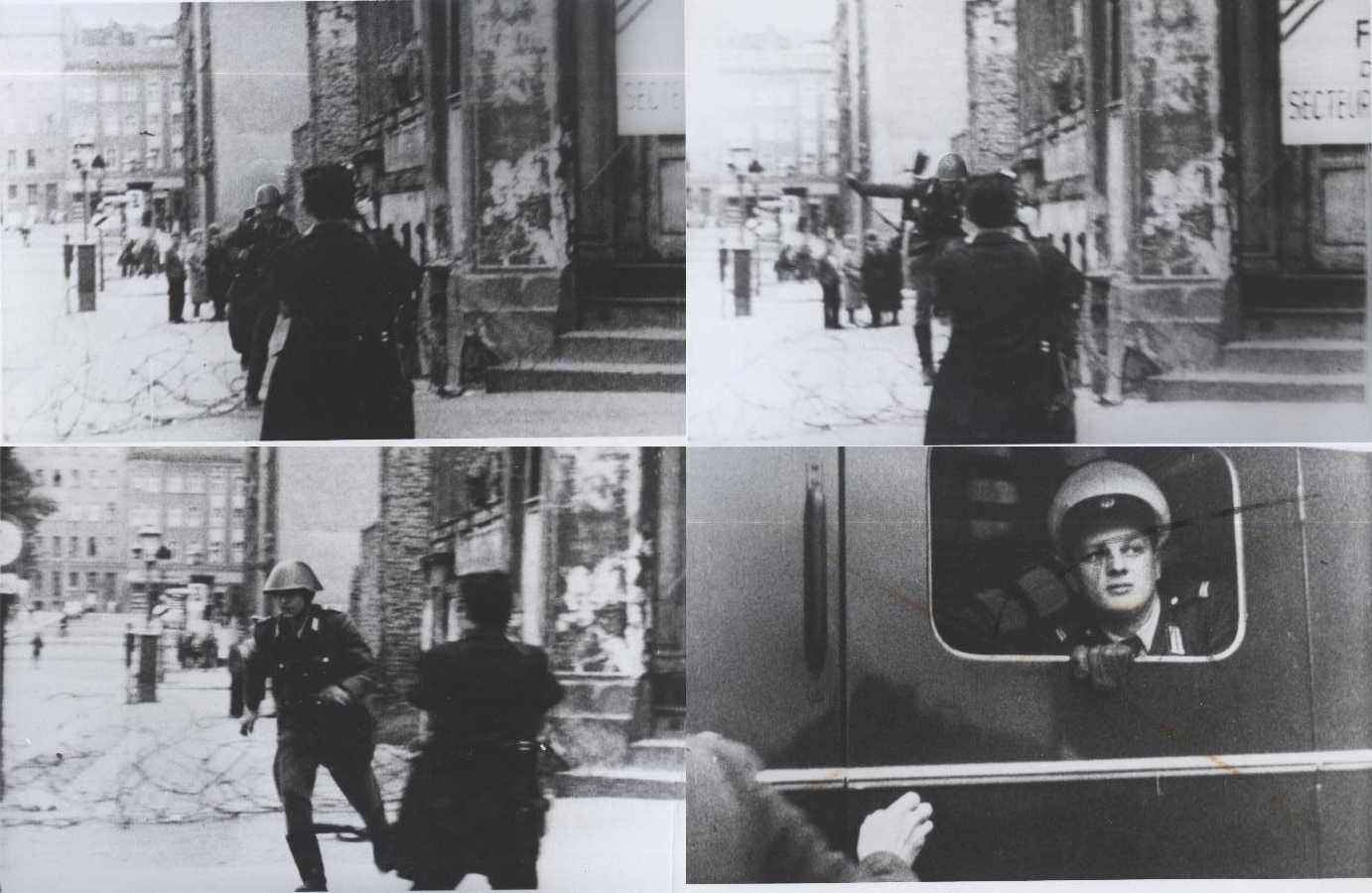
Conrad Schumann, il famoso soldato della RDT che disertò nel 1961.

Il numero di persone che lasciarono la RDT in seguito alla costruzione del muro di Berlino calò drasticamente alle centinaia annuali, poiché i tentativi di fuggire attraversando i suoi confini fortificati si rivelavano rischiosi e mortali (vedi Lista dei caduti al muro di Berlino).
Un libretto propagandistico pubblicato dal Partito Socialista Unificato di Germania (SED) nel 1955 ad uso degli agitatori del partito sottolineava la serietà del "volo dalla repubblica":
Coloro che si lasciano reclutare servono oggettivamente la reazione e il militarismo tedesco occidentale, che lo sappiano oppure no. Non è spregevole quando, per alcune offerte di lavoro allettanti o altre false promesse su un "futuro garantito", una persona lascia un paese dove sta germogliando il seme per una nuova vita più bella, e mostra già i suoi frutti, per il posto che favorisce una nuova guerra e la distruzione?
Non è un atto di depravazione quando i cittadini, che siano giovani, lavoratori o membri dell'intelligencija, lasciano e tradiscono cosa il nostro popolo ha creato attraverso il lavoro comune nella nostra repubblica per offrire loro stessi ai servizi segreti americani e britannici o per lavorare per i proprietari di fabbriche dell'Ovest, gli Junker o i militaristi? Lasciare la terra del progresso per la palude di un ordine storicamente arretrato non dimostra un'arretratezza politica e la cecità?[...]
I lavoratori di tutta la Germania chiederanno la punizione per coloro che oggi lasciano la Repubblica Democratica Tedesca, il forte bastione della lotta per la pace, per servire i nemici mortali del popolo tedesco, ovvero gli imperialisti e i militaristi.»
L'articolo 213 del Codice penale della RDT del 1979 rese chiaro il fatto che l'attraversamento del confine senza aver ottenuto prima il permesso del governo avrebbe portato a delle gravi conseguenze:
1. Chiunque attraversa illegalmente il confine della Repubblica Democratica Tedesca o altrimenti viola i regolamenti attinenti alle visite temporanee nella Repubblica Democratica Tedesca o transita attraverso la Repubblica Democratica Tedesca sarà punito con l'imprigionamento fino a due anni o sentenziato a libertà vigilata, detenzione o a una multa.
2. Qualunque cittadino della Repubblica Democratica Tedesca che in violazione della legge non rientra nella Repubblica Democratica Tedesca nella data stabilita o chi viola le linee guida del governo per la sua permanenza all'estero sarà punito allo stesso modo.
3. In caso di circostanze aggravanti, il perpetratore sarà punito con l'imprigionamento da uno a otto anni. Le circostanze aggravanti esistono quando l'atto mette in pericolo la vita e la salute del popolo; viene commesso quando si detiene una pistola o si utilizzano mezzi o metodi pericolosi; è eseguito con particolare intensità; avviene attraverso i mezzi per l'alterazione fraudolenta dei documenti, falsa autenticazione notarile, o abuso di documenti ufficiali o usando un luogo segreto; è commesso in concorso con altri; il perpetratore è stato sentenziato in precedenza per aver attraversato illegalmente il confine.
4. La preparazione e i tentativi sono entrambi punibili in base alla legge.[5]»

L'ex leader del SED Erich Honecker fu accusato nel 1993 di aver ordinato ai soldati di uccidere coloro che cercavano di scappare. Il processo fu rinviato a causa della sua cattiva salute che lo porterà alla morte nel 1994. Anche l'ex capo della Stasi Erich Mielke fu posto a processo con la stessa accusa ma tuttavia, nel novembre del 1994, il giudice chiuse il procedimento penale, sentenziando che l'imputato non era nelle condizioni mentali per essere processato.
I rifugiati provenienti da Berlino Est, dalla Zona sovietica o dalla RDT potevano richiedere lo status di Vertriebene (espulsi) nel sottogruppo dei rifugiati della zona sovietica (Sowjetzonenflüchtlinge) in base al paragrafo 3 della Legge federale sugli espulsi (Bundesvertriebenengesetz, BVFG), e quindi ricevere il sostegno del governo federale tedesco. Dovevano esser partiti prima del 1 luglio 1990 per salvarsi da un'emergenza creata dalle condizioni politiche imposte dal regime della RDT e che potevano comportare un pericolo per la salute, la vita e le libertà personali e di coscienza (BVFG § 3). La legge non veniva applicata agli ex sostenitori del sistema politico orientale molto influenti, perpetratori contro la legalità e l'umanità durante il regime nazista o nella RDT, e infine a coloro che avevano combattuto contro la democrazia all'interno della Germania Ovest o Berlino Ovest. (BVFG § 3 (2)).